# 名川忍
名川 忍（ながわ しのぶ）は、日本の女優。

## 出演

### テレビドラマ
- 「青春の門」第7話・第8話（1976年5月19日・5月26日、TBS） - 牧織江 役
- 「ピーマン白書」（1980年10月4日 - 11月22日、フジテレビ） - 生徒 役
- 「アイコ16歳」第1話・第2話（1982年9月1日・9月8日、TBS）[1]
- 「だんなさまは18歳」第3話 - 第5話（1982年10月28日 - 11月11日、TBS）
- 連続テレビ小説（NHK）
  - 「おしん」第49話 - 第60話・第63話・第86話・第87話・第89話 - 第94話・第115話・第117話（1983年5月30日・6月11日・6月15日・7月12日・7月13日・7月15日 - 7月21日・8月22日・8月24日） - りつ 役
  - 「はね駒」第56話（1986年6月10日） - 黒田菊子 役
- 月曜ドラマランド（フジテレビ）
  - 「胸さわぎの放課後」
    - 第1作（1983年10月24日）
    - 第2作（1983年12月19日）

  - 「少年隊ショー・アップ・ハイスクール」（1985年3月4日）
- 「アイコ17歳」第1話・第2話（1984年3月21日・3月28日、TBS）[2]
- 「宮本武蔵」第27話（1984年10月24日、NHK） - 若い娘 役
- 「真田太平記」第3話（1985年4月17日） - 真田家の侍女 役
- 「親にはナイショで…」第1話・第2話（1986年1月10日・1月17日、TBS）
- 木曜ドラマストリート「放課後」（1986年3月27日、フジテレビ）
- 「イキのいい奴」第1話・第3話 - 第9話（1987年1月7日・1月21日 - 3月4日、NHK）
- 「親子ジグザグ」第1話 - 第3話・第5話 - 第8話・第10話 - 最終話（1987年4月10日 - 4月24日・5月8日 - 5月29日・6月12日 - 8月21日、TBS） - 奈緒 役
- 「あなたもスターになりますか」（1987年10月7日 - 12月23日、TBS） - 青木伸江 役
- 「さまざまな夜2」（1988年7月11日 - 7月14日、TBS）
- 「消えた箱船」（1988年8月14日、TBS）

### 特撮
- 「仮面ライダーX」第23話（1974年7月20日、毎日放送） - 南原リエ 役
- 「5年3組魔法組」第35話（1977年8月22日、テレビ朝日） - 書記の子 役